# Вудкі
Вудкі (пол. Wódki, нім. Löwental) — село в Польщі, у гміні Вжесня Вжесінського повіту Великопольського воєводства.
Населення — 103 особи (2011).
У 1975-1998 роках село належало до Познанського воєводства.

## Демографія
Демографічна структура станом на 31 березня 2011 року:
|          | Загалом | Допрацездатний вік | Працездатний вік | Постпрацездатний вік |
| -------- | ------- | ------------------ | ---------------- | -------------------- |
| Чоловіки | 50      | 7                  | 39               | 4                    |
| Жінки    | 53      | 11                 | 28               | 14                   |
| Разом    | 103     | 18                 | 67               | 18                   |